# Selaginella antimonanensis
Selaginella antimonanensis là một loài dương xỉ trong họ Selaginellaceae. Loài này được B.C. Tan & Jermy mô tả khoa học đầu tiên năm 1981.
Danh pháp khoa học của loài này chưa được làm sáng tỏ. 